# 滇西北凤仙花
滇西北凤仙花（学名：Impatiens lecomtei）为凤仙花科凤仙花属下的一个种。

## 扩展阅读
維基物種上的相關：滇西北凤仙花